# استان کوریکو
استان کوریکو (به اسپانیایی: Provincia de Curicó) یکی از چهار استان منطقه مائوله است. مرکز استان شهر کوریکو است.
این استان ۷٬۲۸۰٫۹ کیلومتر مربع مساحت و ۲۶۶٬۴۵۷ نفر جمعیت دارد.